# Al-Mustànsir (fatimita)
Abu-Tamim Muadh ibn adh-Dhàhir al-Mustànsir bi-L·lah (àrab: أبو تميم معاذ بن الظاهر المستنصر بالله, Abū Tamīm Muʿād ibn aẓ-Ẓāhir al-Mustanṣir bi-Llāh), més conegut pel seu làqab al-Mustànsir (el Caire, 2 de juliol de 1029 - el Caire, 10 de gener de 1094), fou califa fatimita al Caire (1036-1094).
Era fill del califa adh-Dhàhir, al qual va succeir a la seva mort el 13 de juny de 1036, quan era a punt de complir set anys. El seu regnat fou el més llarg d'un sobirà musulmà. Durant la seva minoria, el poder va restar en mans del visir del seu pare, Abu-l-Qàssim Alí ibn Àhmad al-Jarjaraí.

## Primers temps d'expansió
Al final del regnat anterior, Anuixtigin ad-Duzbarí, governador fatimita de Damasc i Síria, no acceptava l'aliança entre els mirdàsides d'Alep i els romans d'Orient i va fer diverses incursions al nord de Síria intentant aixecar diversos notables kilabites contra el poder dels mirdàsides; finalment, al no aconseguir res positiu, va fer una crida a la gihad o guerra santa. Nikita, el governador romà d'Orient d'Antioquia de l'Orontes, va oferir negociacions però amb fermesa, mostrant que estava disposat també a la lluita. Nasr ibn Sàlih d'Alep va témer llavors ser sacrificat per un acord entre l'Imperi Romà d'Orient i el Califat Fatimita i va enviar una ambaixada a Constantinoble amb un cabell de Sant Joan Baptista, una relíquia venerada feia segles pels cristians, que va donar a l'emperador i li va demanar que el distingís dels simples caps de tribu. Al mateix temps també els Banu Numayr (atacats pels romans d'Orient), els marwànides del Diyarbakir, els kalbites de Síria central i els jarràhides van enviar també ambaixades a la capital de l'imperi on s'havia decidir els límits entre musulmans i cristians al Llevant. Es va negociar durant quatre anys. Romà III va proposar una treva especifica per Alep separada del tractat general però els fatimites s'hi van oposar repetidament; el 1034 Romà III va morir i el va succeir Miquel IV Paflagó que més conciliador va recomanar a Sàlih reconèixer la sobirania fatimita. Finalment es va ajustar la treva el 1038. Els detalls de l'acord no s'han conservat. La situació general era que les tribus descendents dels Qays Aylan, dominaven la major part dels territoris excepte el Diyarbakir en mans dels kurds marwànides: els Banu Numayr controlaven Haran i Edessa al nord-est dels kilabites d'Alep. Mossul i el sud-est del Diyarbakir estava en mans de Kirwash ibn al-Mukallad dels Banu Uqayl i més al sud els Banu Asad dirigits pels mazyàdides que tenien per cap a Dubays ibn Alí que disputaven la zona als Banu Khafaja que dominaven encara més al sud a la riba occidental de l'Eufrates, vers Kufa.

### Conquesta d'Alep
El visir del Caire, Abu-l-Qàssim Alí ibn Àhmad al-Jarjaraí desconfiava d'Anuixtigin i en canvi es refiava de Nasr ibn Sàlih. Aquest va entregar al govern fatimita el botí fet en la batalla d'Azaz (contra els romans d'Orient) i a canvi fou autoritzat a incorporar als seus dominis Homs i va rebre un làqab més prestigiós. El governador d'Homs, Jàfar ibn Kulayd al-Kutamí, es va negar a acceptar el domini mirdàsida i va demanar ajut a Anuixtigin que no podia acceptar la desestabilització que suposaria el control mirdàsida a Homs doncs els mirdàsides eren kaysites i la zona era tradicionalment dels iemenites. Anuixtigin va demanar permís als romans d'Orient per desfer-se de Nasr que en aquell temps s'havia casat amb la filla de Shabib ibn Waththab, emir numayrita (numàyrida) d'Haran amb el qual la influència de l'emir d'Alep es podia estendre d'Haran a Homs controlant totes les rutes entre l'Iraq i la Mediterrània. Sense esperar autorització del Caire, Anuixtigin i Jàfar ibn Kulayd al-Kutamí van avançar al nord cap a Tall Fas, prop de Latmin (maig del 1038), on van enfrontar a Nasr que va morir en la batalla; el seu germà Thimal ibn Sàlih, amb el qual s'havia reconciliat, va fugir cap a Alep junt amb Shabib ibn Waththab al-Numayri. Anuixtigin va ocupar Alep el juny de 1038.

### Conquestes al Iemen
Alí as-Sulayhí, ismaïlita, es va establir a Masar al Iemen el mateix 1038 i va dominar diversos territoris fundant la dinastia dels sulàyhides que reconeixia als califes fatimites.

### Pèrdua d'Alep
Vers el 1040 els romans d'Orient van trencar la treva amb els fatimites i van aconseguir diversos èxits al nord de Síria. Els caps kilabites mirdàsides, Thimal i el su cosí Mukallad, van pagar tribut als romans d'Orient i finalment els van vendre la ciutat de Rakka. Anuixtigin es va aliar llavors amb la fracció kilabita dels Banu Jàfar instal·lada al Mudik d'Apamea i hostil als mirdàsides i als romans d'Orient. No obstant això, la tensió entre el Caire i Anuixtigin va pujar de to sobtadament i el visir Abu-l-Qàssim Alí ibn Àhmad al-Jarjaraí va fer condemnar públicament al governador de Damasc i Síria, que fou abandonat pel seu exèrcit i només li van quedar un grup de ghulams fidels amb els que es va haver de refugiar a Alep. El visir va demanar al mirdàsida Thimal ibn Sàlih d'atacar la ciutat però ja no va arribar a temps doncs Anuixtigin va morir el gener del 1042 i després d'unes converses amb els caps de la ciutat el febrer Thimal i el seu cosí Mukallad entraven a la ciutat. Els ghulams fidels a Anuixtigin es van refugiar a la ciutadella, que fou assetjada i presa al cap de sis mesos.
Tant el govern fatimita com l'emperadriu Teodora van reconèixer Thimal com a emir d'Alep. L'emperadriu li va concedir el títol de magistros i el de patrícia a la seva esposa; sis membres de la família (germans, cosins i nebots) van entrar a la jerarquia àulica romana d'Orient. El comerç entre grecs i musulmans es va incrementar de manera espectacular i els comerciants cristians a Alep se sentien més protegits per un mirdàsida que per un governador fatimita. El 1045 Thimal va rebre el diploma d'investidura del califa fatimita.

## Regència materna
El visir fatimita Abu-l-Qàssim Alí ibn Àhmad al-Jarjaraí va morir el 28 de març de 1045 i el poder va passar a la mare del califa, una esclava sudanesa influïda pel seu antic amo el jueu Abu Sad al-Tustari. Aquest fou assassinat el 1047 en una baralla entre tropes turques i amazigues però la seva influència amb la regent fou substituïda pel seu germà Abu-Nasr Harun i pel cadi Abu-Muhàmmad al-Hàssan al-Yazurí. Aquest darrer fou nomenat visir l'1 de juny de 1050 i va ocupar el càrrec 8 anys.
El país va travessar greus dificultats econòmiques i per la manca d'ingressos es va tornar al sistema tradicional de confiscacions. Al delta akgunes tribus àrabs estaven revoltades, especialment els Banu Kurra però Nasir al-Dawla amb el suport dels Tayy i altres grups àrabs els va poder derrotar amb grans esforços a la decisiva batalla de Kum Sharik (1051). A la capital s'afegia la tradicional tensió entre tropes turques i amazigues, la d'aquests dues amb les milícies sudaneses aixecades per la mare del califa. A Damasc els governadors estaven impotents per les discòrdies entre turcs i amazics i l'hostilitat de la població àrab.

### Pèrdua d'Ifríqiya
Vers el 1043/1044 l'emir zírida d'Ifríqiya al-Muïzz ibn Badis havia començat una política contrària als xiïtes; el 1049 va retirar al califa fatimita de les monedes i vers el 1051 es va declarar independent i va fer la khutba en nom del califa abbàssida del qual va obtenir el reconeixement. El visir Abu-Muhàmmad al-Hassan al-Yazurí va llençar contra Ifríqiya als Banu Hilal, tribus àrabs turbulentes (els Zughba, els Banu Riyah, els Banu Adi i els Àthbaj) que agitaven l'Alt Egipte, dels que per un costat es desempallegava i de l'altra creava problemes a un governador deslleial, el territori del qual podien saquejar lliurement. Inicialment havien estat traslladats a Cirenaica, prop de la ciutat de Barka, el governador de la qual donava suport a al-Muizz, i després van entrar a Ifríqiya; es diu que inicialment el mateix al-Muizz els va cridar (vers 1048) per contrapesar els sanhaja, però en tot cas després van poder entrar per orde del califa el 1051.

## Govern personal

### Segona dominació d'Alep
El 1054 els romans d'Orient (l'emperadriu Teodora) van exigir una expedició conjunta als fatimites contra els seljúcides i fou atacada al-Ladhikiyya, sente el resultat poc afortunat. Llavors l'emperadriu va obrir negociacions amb els seljúcides i en revenja el califa va confiscar els tresors de l'Església del Sant Sepulcre a Jerusalem. El 1057 alguns caps kilabites van tirar en cara a Thimal ibn Sàlih d'Alep, de tractar millors als numayrites que a ells mateixos. Thimal va decidir llavors demanar al califa fatimita bescanviar Alep per Jubayl (Biblos), Beirut i Akka, lluny de l'agitació tribal kilabita. El califa li va concedir i un governador fatimita es va instal·lar a la ciutat d'Alep mentre Thimal se n'anava al seu nou domini.

### Al-Bassassirí
Quan el sultà seljúcida Toghril Beg va ordenar al mazyàdida Dubays ibn Alí trencar amb l'influent general turc al-Bassassirí (que dominava al-Anbar i s'havia separat dels buwàyhides sense sotmetre's als seljúcides), aquest va haver de marxar a Rahba, a l'Eufrates i amb la presa del poder pel Toghril Beg el desembre de 1055, va demanar al califa fatimita de poder anar al Caire, però el visir fatimita, que llavors era Abu-Muhàmmad al-Hàssan al-Yazurí, li va refusar l'asil; no obstant el califa fatimita es va mostrar d'acord en enviar tropes contra Toghril per impedir la conquesta per aquest de Síria i després Egipte, el va nomenar governador de Rahba i li va enviar diners, robes, cavalls, i armament, que li va portar el delegat fatimita Nasr Hibat-Al·lah ibn Mussa al-Muàyyad fi-Din-Al·lah aix-Xirazí, plenipotenciari a la regió de l'Eufrates, antic daï fatimita a Pèrsia.
La propaganda fatimita (1056-1057) va decantar al seu costat alguns amirs, afavorida també per l'hostilitat de la població a les forces ghuzz seljúcides. En diversos llocs de l'Iraq, com Wasit, es va llegir la khutba en nom del califa fatimita al-Mústansir (1035–1094). El mazyàdida Dubays es va revoltar contra Toghril i va tornar a l'aliança amb al-Bassassirí (del que era parent per matrimoni). Aquest va tenir també el suport dels àrabs nòmades i el dels turcs de Bagdad, espoliats per Toghril. Al-Bassassirí amb forces pròpies i de Dubays va anar a la regió de Sinjar on va derrotar greument als seljúcides dirigits per Kutalmix, cosí de Toghril, que va haver de fugir cap a l'Azerbaidjan (9 de gener de 1057). L'uqàylida Qurayx, ferit, fou fet presoner i es va declarar a favor d'al-Bassassirí i del califa fatimita que fou reconegut a Mossul.
Toghril va abandonar Bagdad el 19 de gener de 1057, va rebre reforços des de Pèrsia, i va avançar cap a Mossul, que va conquerir; després va seguir cap a Nísibis. Dubays i Qurayx van tornar al seu partit i al-Bassassirí va retornar a Rahba amb els turcs de Bagdad i un grup d'uqàylides. Quan va arribar el seljúcida Ibrahim Inal, germà de Toghril, que odiava als àrabs, Qurayx va renovar la seva aliança amb al-Bassassirí, i Dubays va fer el mateix i va retornar a Djamian (al-Hilla). Toghril va prendre venjança a Sinjar per la derrota patida pels seus i va deixar a Inal a Mossul, retornant a Bagdad on fou rebut pel califa que li va donar el títol de rei d'Occident i d'Orient (24 de gener de 1058).
Ibrahim Inal aspirava al sultanat en perjudici del seu germà i es va posar en contacte amb al-Bassassirí i al-Muayyad (que era a Alep) per obtenir suport fatimita per enderrocar a Toghril, a canvi de fer la khutba en nom del califa fatimita. Va abandonar Mossul que fou immediatament ocupada per Qurayx i al-Bassassirí (encara que la ciutadella va resistir quatre mesos), però Toghril va recuperar la ciutat, i va avançar contra Nísibis i al-Bassassirí va fugir de Rahba cap a Damasc.
En aquell moment Ibrahim Inal es va declarar obertament en rebel·lió contra el seu germà i va marxar cap al Jibal. El 5 de novembre de 1058 Toghril Beg va abandonar Nísibis que havia ocupat i va perseguir al seu germà. Així Iraq va quedar lliure de forces seljúcides i al-Bassassirí no va tardar a tornar a Hit i després a al-Anbar. El califa al-Qàïm, ple de dubtes, no sabia si sortir de Bagdad o no (el mazyàdida Dubays li va oferir refugi als seus dominis) però finalment va restar a la capital. El 27 de desembre al-Bassassirí va entrar a Bagdad (part occidental) amb 400 cavallers i l'1 de gener de 1059 va fer la khutba en nom del califa fatimita. El 8 de gener va travessar el riu i el califa fatimita fou proclamat a la mesquita de Rusafa a la part oriental.
El califa va fortificar el seu palau però al-Bassassirí tenia el suport dels xiïtes i de part dels sunnites que odiaven als ghuzz; excitats pel visir un grup d'haiximites i eunucs del palau van voler front a al-Bassassirí però foren derrotats a la vora de l'hipòdrom i el 19 de gener de 1059 al-Bassassirí va atacar el palau; el califa i el visir van fugir i van demanar asil a Qurayx que els va donar i els va portar a al-Haditha amb el seu cosí Muharish; el palau fou saquejat; al-Bassassirí es va apoderar de les insígnies del califa que va enviar al Caire i el 29 de gener de 1059 va celebrar la festa de les víctimes amb banderes egípcies. Va deixar en mans de Qurayx al califa, però li va exigir l'entrega del visir, que va executar de manera horrible el 16 de febrer de 1059. Al-Bassassirí va prendre possessió de Bàssora i Wasit però no va aconseguir dominar el Khuzestan.
El califa fatimita es va molestar perquè no li fou entregat el califa abbàssida. També el visir al-Yazurí fou destituït i executat acusat d'arruïnar les finances del país pel suport donat a al-Bassassirí. El califa va abandonar a al-Bassassirí.
Mentre Toghril havia triomfat sobre el seu germà Ibrahim Inal (juliol del 1059) i estava disposat a tornar a Bagdad. Va oferir a al-Bassassirí de deixar-li Bagdad a canvi de fer la khutba en el seu nom, restablint a al-Qàïm al tron, assegurant que en aquest cas no tornaria a Bagdad. En cas d'oposar-se a la proposta, Qurayx fou convidat a abandonar a al-Bassassirí. Aquest darrer va negociar amb el califa per desautoritzar al seljúcida sense èxit. Qurayx li va recordar la ingratitud del califa fatimita i li va dir que Toghril el perdonaria, però al-Bassassirí no va voler acceptar canviar de bàndol.
Toghril finalment va avançar cap a Bagdad. Muharish, a petició del seljúcida, va alliberar al califa que es va reunir amb Toghril a Naharawan l'1 de gener de 1060 i l'endemà va entrar al seu palau. Qurayx ja havia abandonat a al-Bassassirí i aquest havia sortit de Bagdad el 14 de desembre amb la seva família i s'havia refugiat a Kufa.
No gaire després els soldats de Toghril van atrapar a al-Bassassirí que estava en companyia de Dubays. Aquest va passar altre cop al bàndol de Toghril però al-Bassassirí s'hi va negar i va presentar batalla a Saki al-Furat, prop de Kufa, però fou derrotat i mort (15 de gener de 1060). El seu cap fou portat a Bagdad.

### Segona pèrdua d'Alep
La mort d'al-Bassassirí (15 de gener de 1060) va tenir un efecte negatiu pel prestigi fatimita a Síria. Atiyya ibn Sàlih, germà de Thimal d'Alep, va aprofitar per apoderar-se de Rahba on va trobar el tresor i l'armament que estava preparat per una expedició a l'Iraq. Mentre els kilabites es posaven a les ordes de Mahmud in Nasr ibn Sàlih i del seu cosí Mani ibn Mukallad ibn Kamil per intentar recuperar Alep. Un primer atac va fracassar, però després van aconseguir el suport dels ahdath de la ciutat (la infanteria local) i encara que els notables i rics i els ashraf alides van romandre fidels als fatimites, el juliol de 1060 la ciutat obria les portes a Mahmud; el governador fatimita es va fer fort a la ciutadella i va demanar ajut al Caire que va enviar el seu governador a Damasc, Nasir al-Dawla Abu Ali al-Husayn ibn Abi Muhammad al-Hasan que va entrar a la ciutat on fou acollit amb fredor. L'agost va enfrontar als kilabites a la rodalia de la ciutat i va patir una seriosa derrota a al-Funaydik; els seus aliats kalbites, tayyites i una fracció dels kilabites el van abandonar; en la retirada, sense aigua, fou fet presoner amb la major part dels seus oficials, pels kilabites i l'endemà Atiyya tornava a Alep on es proclamà emir, però només va governar 24 hores doncs els fidels de Mahmud es van imposar; deu dies després els darrers fatimites refugiats a la ciutadella, entregaven aquesta a Mahmud a canvi de sortida lliure.
Thimal era llavors al Caire quan se li va comunicar que el seu nebot Mahmud havia ocupat Alep i que per tant havia de retornar les viles costaneres que se li havien cedit. Thimal va decidir marxar a Alep però Mahmud, amb el suport dels seus aliats numayrites, va refusar de retornar-li la ciutat, va enviar al poeta Ibn Sinan al-Khafají a demanar ajut als romans d'Orient i de cara al califa del Caire, va alliberar Nasir al-Dawla Muhammad al-Hasan ibn Hamdan (ex governador de Damasc que tenia presoner) i altres oficials fatimites. Però després d'algunes acciones militars en les quals els ahdath alepins van tenir un paper destacat, els xeics kilabites van imposar un acord: Thimal recuperava Alep, i Mahmud tindria dret a una compensació en diners i espècies. L'abril de 1061 Thimal va entrar altre cop a Alep on es va reunir amb els numayrites i el mateix Mahmud que mercès al geni polític de la seva esposa Mania al-Sayyida al-Alawiyya, van esdevenir els seus aliats. Atiyya, el germà de Thimal, s'havia fet independent a Rahba.

### Retorn d'Ifríqiya
A causa dels efectes devastadors de la invasió hilàlida a Ifríqiya, l'emir zírida Tamim ibn al-Muïzz va tornar a reconèixer al califa fatimita (1061-1070) el que no va tenir cap efecte. El 1070, conquerida Sicília pels normands sense haver rebut ajut fatimita, va retornar a la fidelitat abbàssida. Els fatimites però conservaven Cirenaica.

### Lluites i catàstrofes
Amb l'execució del visir al-Yazurí la inseguretat encara va augmentar. Els seus successors, alguns només per dies, no van exercir verdaderament com a tals i la situació va anar a pitjor. El 1062 les milícies sudaneses foren derrotades per les tropes turques i amazigues unides sota el comandament de Nàssir-ad-Dawla ibn Hamdan, un descendent dels hamdànides, governador de Damasc. Els derrotats foren expulsats cap al Said (Alt Egipte) però fins al 1067 les lluites van seguir; en aquest darrer any finalment els negres van poder ser rebutjats definitivament al sud. Però el Said va haver de patir dels seus saquejos. D'altra banda Nasir al-Dawla es va enfrontar amb els turcs i fou derrotat per una tropa manada pel mateix califa personalment (1068/1069). El derrotat va cridar en ajut a Alp Arslan però abans de rebre cap suport va aconseguir restaurar la seva autoritat al Caire i al Delta del Nil amb el suport dels àrabs i amazicsLawata; al-Mústansir es va haver d'acontentar amb una pensió de 100 dinars al mes. Nasir al-Dawla va agafar el títol de Sultan al-Dawla i va intentar restablir la khutba en nom del califa abbàssida. El març de 1073 va morir assassinat amb tots els membres de la seva facció, per la facció turca rival dirigida per Ildeguz, que va tractar millor al califa. Però les devastacions de les tropes arreu del país havien aturat l'agricultura tot i que les crscudes del Nil foren bones i la fam va durar del 1067 al 1072, cada cop més desastrosa. Els palaus reials havien estat saquejats i Fustat va ser saquejada dues vegades i incendiada per Nasir al-Dawla. Fins i tot la família del califa i molta població civil, es va refugiar a Síria o a l'Iraq. El 1069 les ciutats santes de Medina i la Meca van reconèixer altre cop al califa abbàssida abandonant al fatimita.

### Badr al-Jamalí
El 1073 al-Mústansir, desesperat, va convidar el governador d'Acre, el general armeni Badr al-Jamalí, a agafar el poder. Badr va acceptar a condició de portar les seves pròpies tropes i va sortir l'hivern d'Acre arribant al Caire el 29 de gener de 1074.
Va matar en un parany a tots els generals turcs igual que bon nombre de notables i alts funcionaris i llavors fou nomenat generalíssim (amir al-juyuix), jutge i predicador suprem i finalment visir. Badr al-Jamalí va pacificar la capital, va restablir l'orde a la zona del delta fluvial primer a la part oriental i després a la part occidental; Alexandria va haver de ser ocupada per assalt; llavors es va dirigir a l'Alt Egipte on les tribus àrabs tenien el control i encara que amb dificultats va restablir el poder de l'estat. Va poder restaurar l'autoritat sobre el Hijaz, on el califa fatimita fou altre cop reconegut (1074). A Síria en canvi la situació ja era molt difícil i no la va poder capgirar; Damasc fou ocupada pels ghuzz el 1076, i a l'any següent el general seljúcida Atsiz ibn Uvak, al front de les bandes ghuzz que operaven a la zona des de 1055, va aparèixer fins a la rodalia del Caire on finalment fou rebutjat per Badr. Altres caps van prendre el poder a llocs com Trípoli (els Banu Ammar) o Ibn Abi Aqil a Tir (no obstant els dos reconeixien nominalment al califa fatimita).
Amb la pacificació la prosperitat va retornar. El 1077/1078 va arribar a Síria el seljúcida Tútuix I, enviat pel seu germà Màlik-Xah I, que va rebre el poder a Damasc d'Atsiz ibn Uvak però mai va fer una campanya en regla contra els fatimites. Badr al-Jamalí va atacar Damasc tres vegades (1078/1079, 1083/1084 i 1089/1090). En aquesta darrera campanya va poder restablir l'autoritat fatimita a la costa fins a Tir, Sidó i Biblos, encara que no va poder recuperar l'interior. Badr va haver de sufocar diverses revoltes a Egipte, fins i tot una organitzada pel seu propi fill. El 1081 l'Hejaz tornava a reconèixer, ara definitivament, al califa abbàssida, però en canvi al Iemen la dinastia sulàyhida a l'interior i els zuràyides a Aden van mantenir la fidelitat als fatimites (els segons fins a la conquesta aiúbida un segle després, el 1173). El visir va fer alterar la successió fatimita en favor del fill petit del califa, Àhmad, el futur al-Mústali, que es va casar amb la filla de Badr.